# Красница 2 (Могилёвский район)
Красница 2 — деревня в составе Дашковского сельсовета Могилёвского района Могилёвской области Республики Беларусь.

## Географическое положение
Ближайшие населённые пункты: Красница 1, Чернозёмовка, Межисетки.